# Diocesi di Novaliches
La diocesi di Novaliches (in latino: Dioecesis Novalichesina) è una sede della Chiesa cattolica nelle Filippine suffraganea dell'arcidiocesi di Manila. Nel 2021 contava 2.311.693 battezzati su 2.963.709 abitanti. È retta dal vescovo Roberto Orendain Gaa.

## Territorio
La diocesi comprende la parte settentrionale della città filippina di Caloocan e parte di quella di Quezon City.
A Novaliches, distretto di Quezon City, si trova la cattedrale del Buon Pastore.
Il territorio è suddiviso in 73 parrocchie.

## Storia
La diocesi è stata eretta il 7 dicembre 2002 con la bolla Animarum utilitati di papa Giovanni Paolo II, ricavandone il territorio dall'arcidiocesi di Manila.

## Cronotassi dei vescovi
Si omettono i periodi di sede vacante non superiori ai 2 anni o non storicamente accertati.
- Teodoro Cruz Bacani, Jr. (7 dicembre 2002 - 25 novembre 2003 dimesso)
- Antonio Realubin Tobias (25 novembre 2003 - 6 giugno 2019 ritirato)
- Roberto Orendain Gaa, dal 6 giugno 2019

## Statistiche
La diocesi nel 2021 su una popolazione di 2.963.709 persone contava 2.311.693 battezzati, corrispondenti al 78,0% del totale.
| anno | popolazione | popolazione | popolazione | presbiteri | presbiteri | presbiteri | presbiteri                | diaconi | religiosi | religiosi | parrocchie |
| anno | battezzati  | totale      | %           | numero     | secolari   | regolari   | battezzati per presbitero | diaconi | uomini    | donne     | parrocchie |
| ---- | ----------- | ----------- | ----------- | ---------- | ---------- | ---------- | ------------------------- | ------- | --------- | --------- | ---------- |
| 2002 | 1.492.984   | 1.658.872   | 90,0        | 121        | 39         | 82         | 12.338                    |         | 82        | 45        | 50         |
| 2003 | 1.492.984   | 1.658.872   | 90,0        | 91         | 33         | 58         | 16.406                    | 1       | 251       | 117       | 51         |
| 2013 | 1.715.944   | 2.144.929   | 80,0        | 141        | 39         | 102        | 12.169                    |         | 526       | 275       | 64         |
| 2016 | 1.900.043   | 2.435.952   | 78,0        | 183        | 40         | 143        | 10.382                    |         | 582       | 197       | 67         |
| 2019 | 2.137.290   | 2.740.115   | 78,0        | 278        | 46         | 232        | 7.688                     |         | 537       | 224       | 72         |
| 2021 | 2.311.693   | 2.963.709   | 78,0        | 342        | 53         | 289        | 6.759                     |         | 574       | 222       | 73         |